# Trichoderma viride
Trichoderma viride ist ein Schlauchpilz aus der Familie der Krustenkugelpilzverwandten. Es handelt sich um die Anamorphe von Hypocrea rufa, das sexuell reproduktive Stadium des Pilzes, der auch typische Fruchtkörper produziert. Der Pilz wird als Bio-Fungizid eingesetzt, mit dem Saatgut und Boden zur Unterdrückung verschiedener durch andere Pilze ausgelöste Krankheiten behandelt werden.

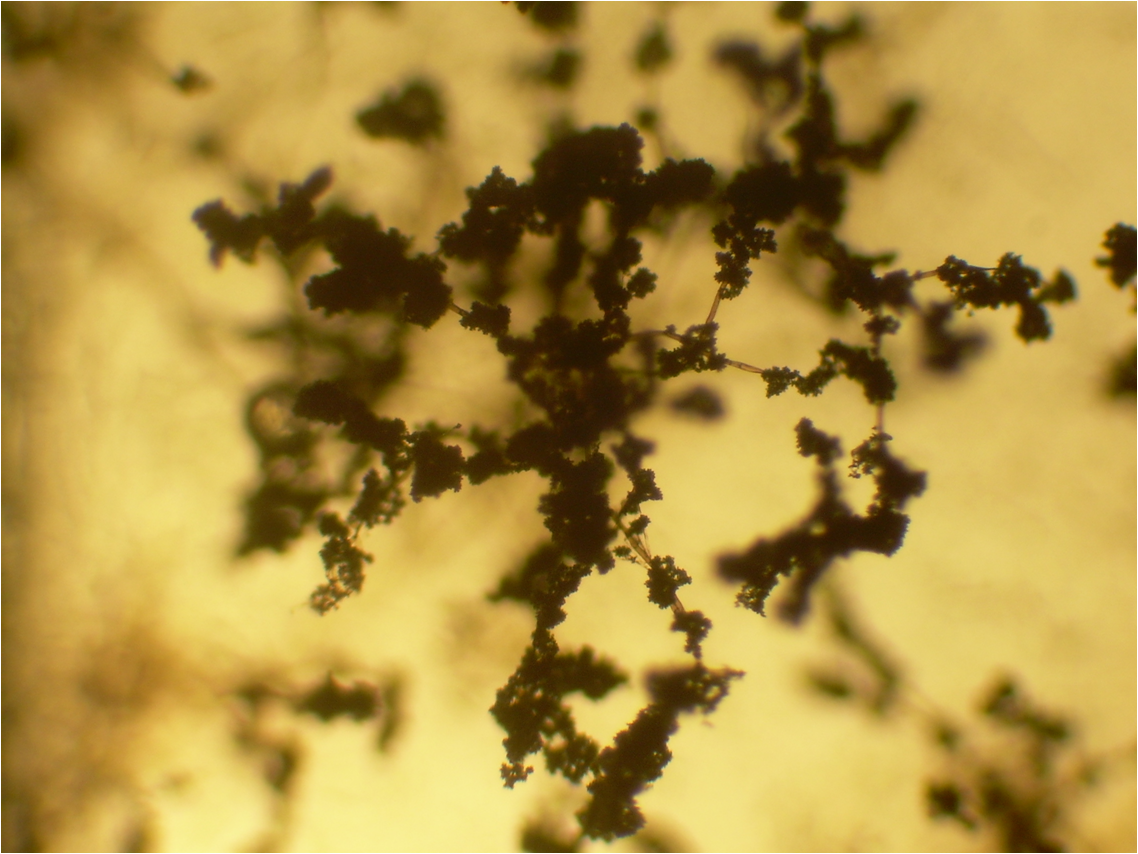
Konidiophoren von Trichoderma viride

## Ökologie
Trichoderma viride ist eine Schlauchpilz-Art, die über Mitose asexuell Sporen produziert. Das Myzel der Art kann eine Vielzahl von Enzymen erzeugen, darunter Cellulasen und Chitinasen, die Cellulose bzw. Chitin abbauen können. Der Pilz kann direkt auf Holz wachsen, das vorwiegend aus Cellulose besteht, außerdem auf Pilzen, deren Zellwände aus Chitin bestehen. T. viride parasitiert die Myzele und Fruchtkörper anderer, auch kultivierter Pilze; aufgrund der letzteren Tatsache wird er mit „grüner Pilz-Mehltau“ (englisch green mould disease of mushrooms) bezeichnet. Die befallenen Pilze sind deformiert und in ihrem Erscheinungsbild beeinträchtigt, was den Ertrag reduziert. Ein Stamm von Trichoderma viride ist für ein Absterben von Setzlingen der Schwarzkiefer (Pinus nigra) verantwortlich.

## Taxonomie
Folgende Synonyme sind bekannt:
- Pyrenium lignorum Tode
- Trichoderma lignorum (Tode) Harz
- Pyrenium lignorum var. aureum Tode
- Pyrenium lignorum var. vulgare Tode
- Pyreniopsis vulgaris (Tode) Kuntze
- Sphaeria rufa Pers.
- Hypocrea rufa (Pers.) Fr.
- Trichoderma viride Schumach.
- Hypocrea rufa var. sublateritia Sacc.
- Hypocrea rufa var. umbrina Sacc.
- Hypocrea rufa var. lateritia Sacc.
- Hypocrea rufa subsp. sublateritia Sacc.
- Hypocrea rufa subsp. lateritia Sacc.
- Hypocrea rufa var. discoidea Rehm
- Hypocrea rufa var. minor Z. Moravec
- Trichoderma lignorum var. major Mańka & Gierczak [als 'maior']
- Hypocrea rufa f. sterilis Rifai & J. Webster
- Trichoderma viride var. kizhanense Krapiv.
- Hypocrea rufa f. formosana Yoshim. Doi

## Nutzung
Das fungizide Potenzial macht T. viride zu einem geeigneten Mittel der biologischen Schädlingsbekämpfung. Ein Schutz gegen Pathogene wie Rhizoctonia, Pythium und selbst Armillaria wurde nachgewiesen. Die Art kommt natürlicherweise im Boden vor und ist als Saatgutbeize effektiv bei der Bekämpfung bodenbürtiger Krankheitserreger wie Rhizoctonia solani, Macrophomina phaseolina und Fusarium spp. einzusetzen. Wenn sie zur selben Zeit wie das Saatgut in den Boden eingebracht wird, kolonisiert sie die Oberfläche der Samen und tötet nicht nur die auf der Cuticula befindlichen Pathogene, sondern schützt die Samen auch vor bodenbürtigen Krankheiten.
Die nahe verwandte Art Trichoderma reesei wird bei der Produktion von Stonewashed Jeans eingesetzt. Die von dieser Art produzierte Cellulase greift das Gewebe der Hosen partiell an, macht es weich und verleiht ihnen ein Aussehen, als seien sie zusammen mit Steinen gewaschen worden.